# حسین منتصر
حسین منتصر (انگلیسی: Hussain Montassir; ۲ مارس ۱۹۲۳ – ۱۴ فوریهٔ ۱۹۹۲)  بازیکن بسکتبال اهل مصر بود.